# Kaiser-Maximilians-Grotte

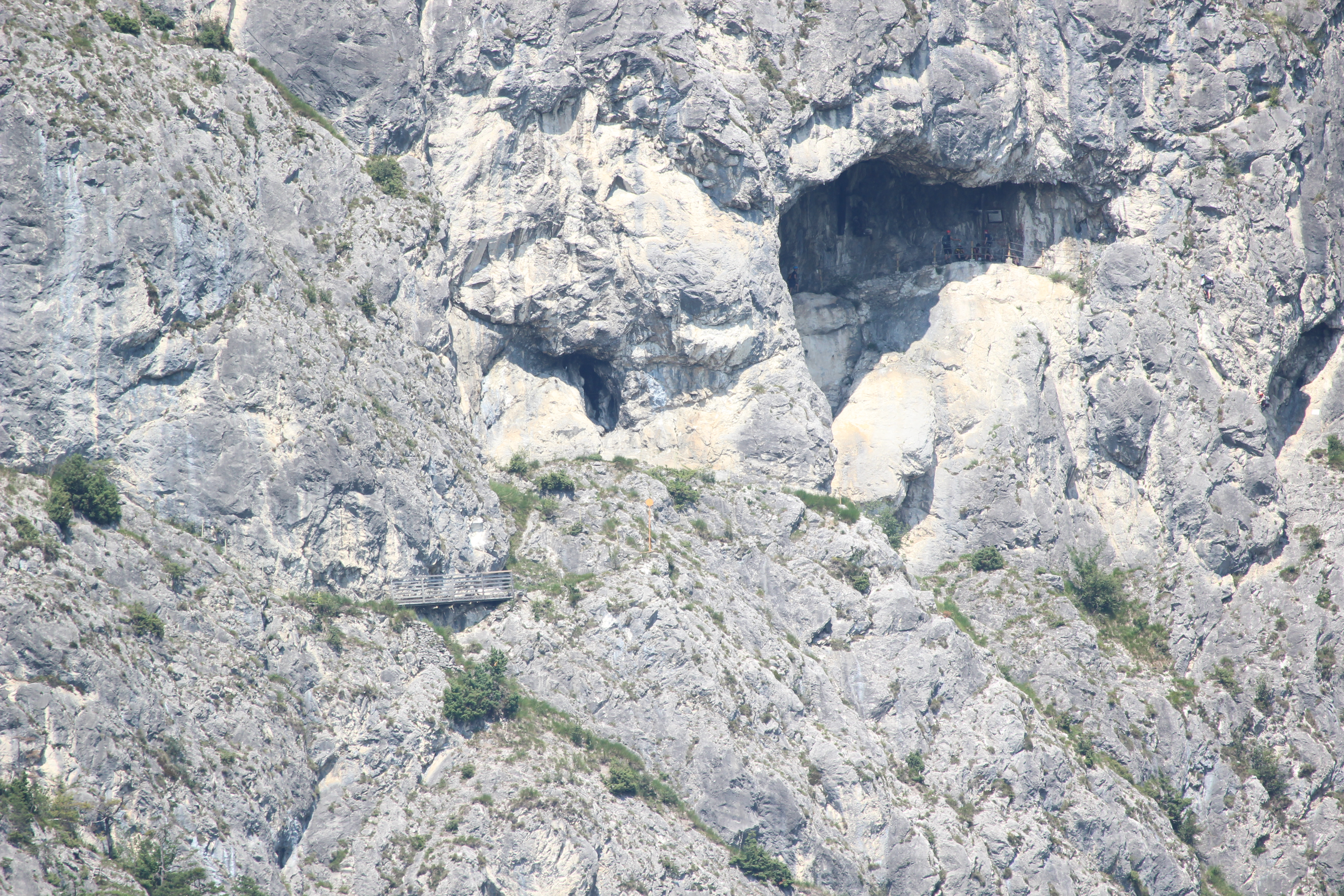
Die Kaiser-Maximilians-Grotte in der Martinswand

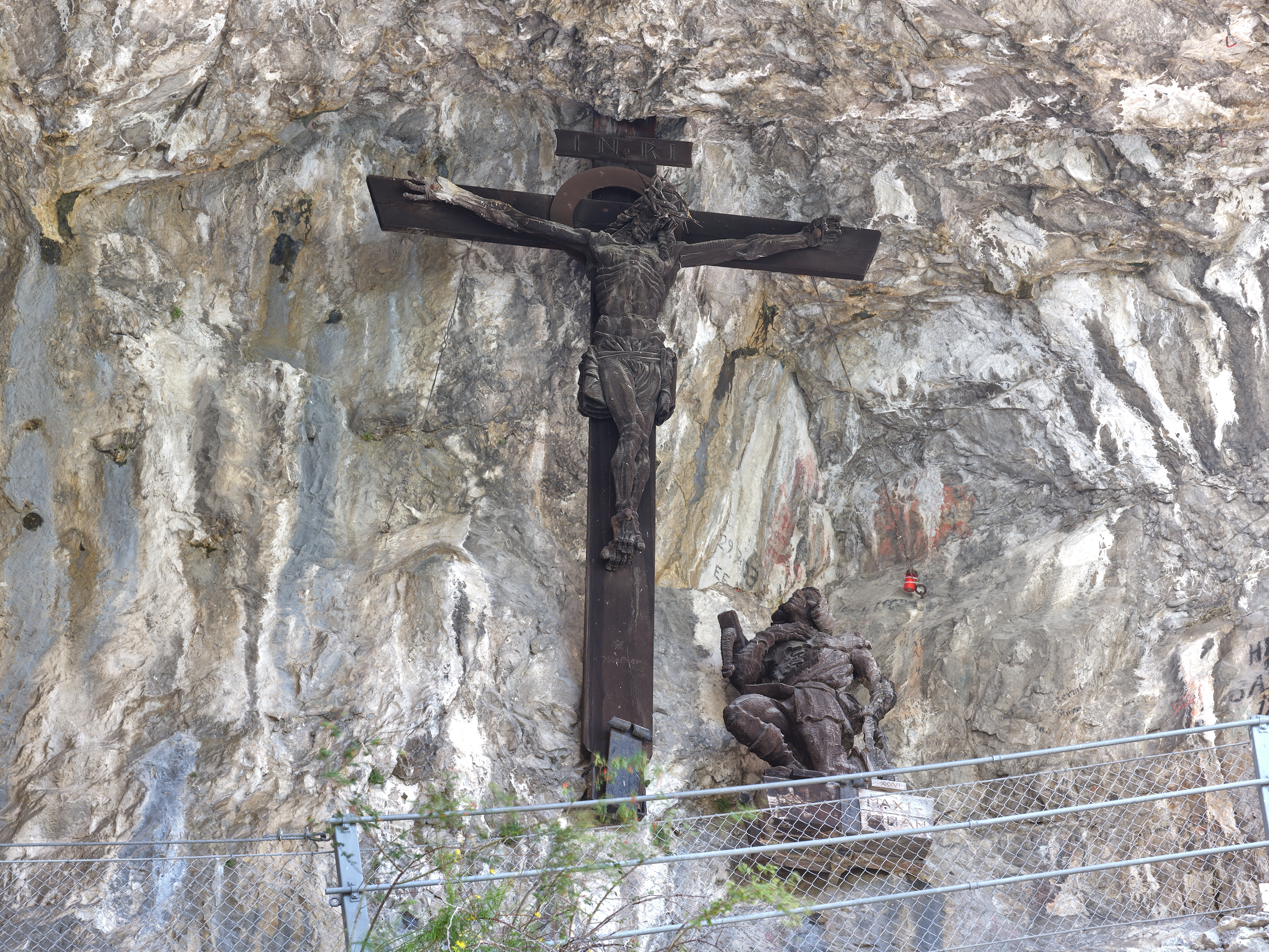
Kruzifix in der Grotte

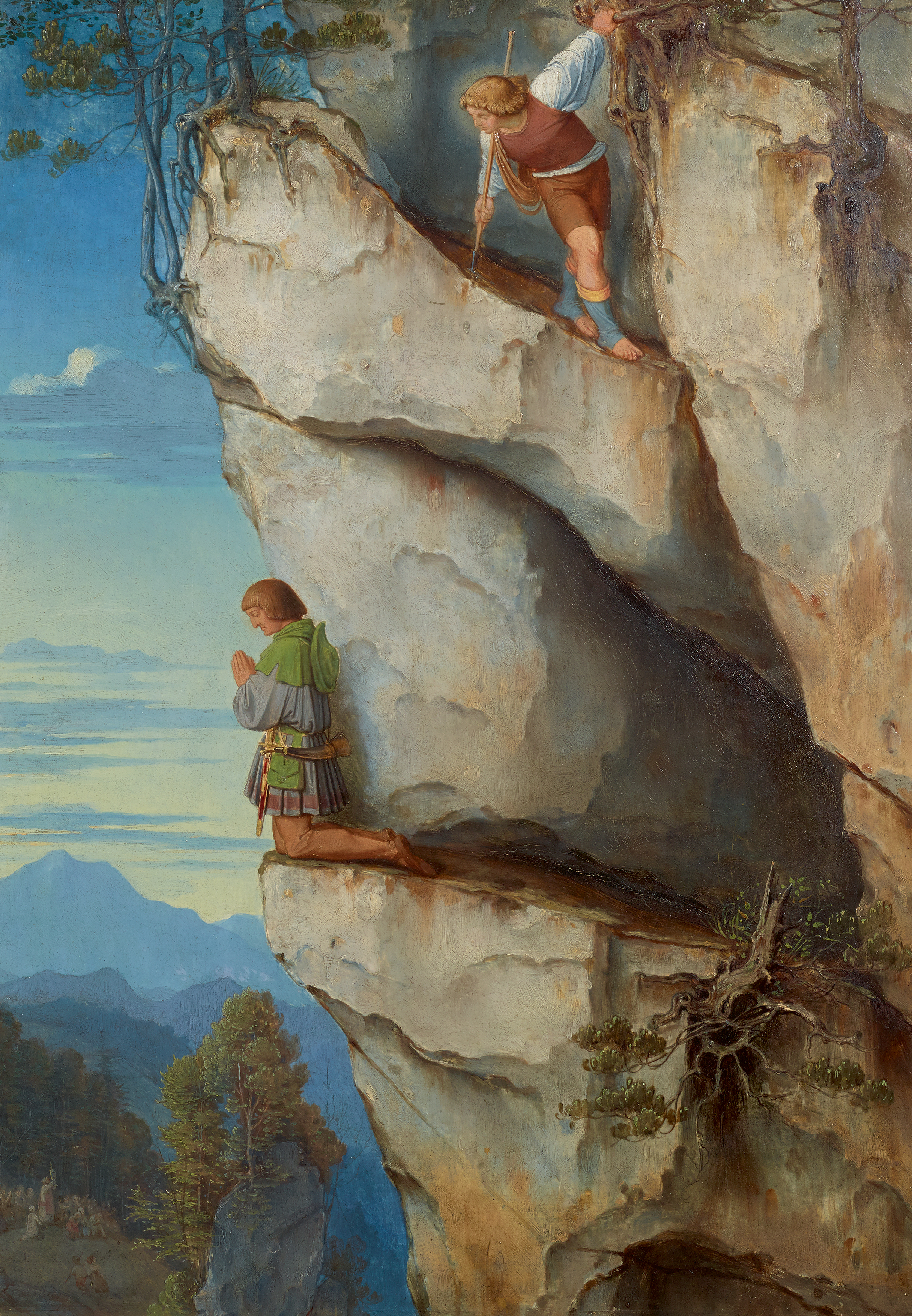
Moritz von Schwind: Kaiser Maximilian I. in der Martinswand (um 1860)

Die Kaiser-Maximilians-Grotte ist eine Wandhöhle rund 200 Meter über dem Talboden in der Martinswand in der Marktgemeinde Zirl im Bezirk Innsbruck-Land im Bundesland Tirol. Die Grotte, auch Maximiliansgrotte, Kaiser-Max-Grotte oder Martinswandgrotte genannt, steht unter Denkmalschutz (Listeneintrag).

## Beschreibung
Die teils erweiterte, 46 m breite und 19 m hohe Grotte beinhaltet ein monumentales Kruzifix und eine Figur Kaiser Maximilians I. in betender und kniender Haltung, geschaffen aus Holz vom Bildhauer Johannes Obleitner 1936.

## Legende
Im Jahre 1484 war Kaiser Maximilian in der Martinswand auf Gamsjagd. Bei der Verfolgung einer Gams verstieg er sich in der steilen Felswand, sodass er weder vor noch zurück konnte und nur auf einem schmalen Felsvorsprung Halt fand. Zwei Tage und zwei Nächte harrte er dort aus und hoffte vergebens auf Rettung. Am dritten Tag in der Grotte wurde er auf wundersame Weise von einem Bauernjungen gerettet, welcher ihn über einen Jägersteig ins Tal führte. Mit Jubel wurde der Kaiser im Tal vom Volk empfangen. Der Retter verschwand daraufhin spurlos im dichten Gedränge des Volkes und wurde in der Legende zu einem Engel, der den Kaiser gerettet hatte.
Zum Gedenken an seine Errettung ließ der Kaiser seinen Standplatz in der Martinswand daraufhin zu einer Höhle erweitern.

## Wander- und Kletterziel
Die Martinswandgrotte ist ein beliebtes Wander- und Kletterziel, das auf einem gut gesicherten Wanderweg und diversen Klettersteigen erreichbar ist. Die Grotte bietet einen guten Ausblick auf das Sellraintal und das westliche Mittelgebirge mit den Kalkkögeln dahinter.